# Sagina humifusa
Sagina humifusa är en nejlikväxtart som beskrevs av Edward Fenzl och Paul Rohrbach. 
Sagina humifusa ingår i släktet smalnarvar, och familjen nejlikväxter. Inga underarter finns listade i Catalogue of Life.